# راؤول جايتان
راؤول جايتان (بالإسبانية: Raúl Gaitán)‏ (10 سبتمبر 1979 في إسبانيا - ) هو لاعب كرة قدم إسباني في مركز الدفاع. لعب مع بوليديبورتيفو إيخيذو وريال بلد الوليد ب وريال خاين ونادي ديبورتيفو طليطلة ونادي مالقا وUD Fuengirola Los Boliches ‏ ونادي ماربيا وCD Alhaurino ‏ وAtlético Malagueño ‏ وUD Los Barrios ‏ وLucena CF ‏ وUnión Estepona CF ‏.

## وصلات خارجية
- راؤول جايتان على موقع قاعدة بيانات كرة القدم.إي يو (الإنجليزية)
- راؤول جايتان على موقع Soccerway.com (الإنجليزية)
- راؤول جايتان على موقع AS.com (الإسبانية)